# Stelis filiformis
Stelis filiformis är en orkidéart som beskrevs av John Lindley. Stelis filiformis ingår i släktet Stelis och familjen orkidéer. Inga underarter finns listade i Catalogue of Life.